# Dancé, Orne

Dancé este o comună în departamentul Orne, Franța. În 1 ianuarie 2018 avea o populație de 349 de locuitori.